# Замінні амінокислоти
Замінні амінокислоти — частина амінокислоти, яка може синтезуватися в організмі, з продуктів обміну речовин. До замінних амінокислот належать, наприклад, аланін, цистеїн, тирозин.